# زمین‌لرزه ۲۰۰۵ فیلیپین
زمین‌لرزه فیلیپین  در تاریخ ۵ فوریه ۲۰۰۵ میلادی، برابر با ‎۱۷ بهمن ۱۳۸۳، ساعت ۱۲:۲۳:۱۸ به زمان یوتی‌سی در فیلیپین رخ داد. ژرفای این زلزله ۵۳۲٫۹ کیلومتر بود، و بزرگی آن ۷٫۱ در مقیاس Mw اعلام شده‌است. زمین‌لرزه به وقت محلی در روز شنبه، ساعت ۲۰ روی داده و منطقه زمانی آن یوتی‌سی +۸ بوده‌است .
سازمان زمین‌شناسی آمریکا نیز رومرکز این زمین‌لرزه را در مختصات ۵°۱۷′۳۵″شمالی ۱۲۳°۲۰′۱۳″شرقی / ۵٫۲۹۳°شمالی ۱۲۳٫۳۳۷°شرقی و ژرفای آنرا در ۵۲۵ کیلومتر گزارش کرده‌است. بزرگی برگزیدهٔ این سازمان از میان بزرگیهای محاسبه‌شدهٔ مختلف ۷٫۱ در مقیاس Mw بوده و از دید اثر، در میان چهار دسته‌بندی «نامحسوس»، «محسوس»، «زیان‌آور» یا «با تلفات»، زلزله را «با تلفات» اعلام کرده‌است.
پروژهٔ «تنسور گشتاور مرکزوار» زاویه‌های (راستا، شیب، ریک) گسل سازندهٔ زمین‌لرزه و صفحه عمود بر آنرا (°۱۵۸، °۱۴، °۱۱۴-) یا (°۳، °۷۷، °۸۴-) و نوع گسل را «عادی» فرارسانده‌است.
شمار کشتگان زلزله حدود ۲ نفر بوده‌است.تعداد زخمیان ۰ نفر برآورده شده‌است.